# Argidia discios
Argidia discios är en fjärilsart som beskrevs av George Francis Hampson 1926. Argidia discios ingår i släktet Argidia och familjen nattflyn. Inga underarter finns listade i Catalogue of Life.